# Parque Quase-Nacional Hiba-Dogo-Taishaku
O Parque Quase-Nacional Hiba-Dogo-Taishaku é um parque quase-nacional localizado nas prefeituras japonesas de Tottori, Shimane e Hiroshima. Estabelecido em 24 de julho de 1963, tem uma área de 7 808 hectares.